# Авиаконструкторская улица
Авиаконструкторская улица (укр. Авіаконструкторська вулиця) — улица в Святошинском районе города Киева, местности Авиагородок, Святошино. Пролегает от Берестейского проспекта до улицы Гетмана Кирилла Разумовского.
Примыкают Депутатская улица, Кременецкий переулок, улицы Павла Глазового, Хмельницкая, Звенигородская, Степана Чобану, Улицкая.

## История
Возникла в 1950-х годах. В 1953—1976 годах носила название Кременецкая. 
31 марта 1976 года Кременецкая улица в Ленинградском районе переименована на улицу Генерала Витрука — в честь советского пилота-штурмовика, Героя Советского Союза, Народного Героя Югославии гвардии генерал-майора А. Н. Витрука (1902—1946), согласно Решению исполнительного комитета Киевского городского Совета депутатов трудящихся № 2061.
В процессе дерусификации городских объектов, 28 октября 2022 года улица получила современное название.

## Личности
В доме № 3/11 (квартира № 26) жил украинский советский авиаконструктор Петр Балабуев.